# Abbur Machagowdanahalli, Arkalgud
Abbur Machagowdanahalli là một làng thuộc tehsil Arkalgud, huyện Hassan, bang Karnataka, Ấn Độ.